# Hans Mentink
Mr. Hans Mentink (Rotterdam, 29 oktober 1934) is een Nederlands jurist en politicus. Hij was wethouder namens de Partij van de Arbeid in Rotterdam.
Mentink werd in 1970 lid van de gemeenteraad voor D66. In 1973 stapte hij over naar de PvdA. Van 1974 tot 1982 was hij wethouder Ruimtelijke Ordening, Verkeer en Vervoer en Openbare Werken onder burgemeester André van der Louw. Onder zijn bewind werd de wederopbouwperiode beëindigd en onder meer een kantorenstop voor de binnenstad afgekondigd. Om de sturende rol van de gemeente, in plaats van het bedrijfsleven, in de ruimtelijke ordening te benadrukken deed hij in die tijd de uitspraak: de hoogbouw van Shell is de 'laatste erectie van het grootkapitaal' in Rotterdam. Onder zijn leiding kwamen onder andere de nieuwe Willemsbrug en de Blaakoverbouwing tot stand. Na zijn wethouderschap nam hij zijn oude beroep van advocaat weer op. De Rechtbank benoemde hem tot curator in een aantal spraakmakende faillissementen zoals van KEP in Schiedam, fabrikant van het zogenaamde fraudebestendige paspoort en van het in milieuschandalen verwikkelde bedrijf Tanker Cleaning Rotterdam.
Hij verdedigde met succes onder meer Mr. Pieter Slavenburg, president-directeur van de van witwassen verdachte Slavenburg's bank en Bram Peper in diens z.g. bonnetjes-affaire.
In 2006 promoveerde Mentink aan de Universiteit Leiden op een proefschrift over de Raad voor de Journalistiek.

## Publicaties
- Johannes Mentink: 	Veel raad, weinig baat. Een onderzoek naar nut en noodzaak van de Nederlandse Raad voor de Journalistiek. Proefschrift Universiteit Leiden, 2006. Digitale versie

- International Standard Name Identifier: 0000 0003 8722 0614
- Nederlandse Thesaurus van Auteursnamen: 297545485
- Virtual International Authority File: 280111507
- WorldCat: E39PBJrKYfHMfcchmqBH6YtHYP